# Th17
Th17 – austriacki parowóz eksploatowany na lokalnych liniach kolejowych. Wyprodukowano 63 parowozy. Po pierwszej wojnie światowej 22 parowozy trafiły do kolei polskich. Po drugiej wojnie światowej serią Th17 oznaczono dwa parowozy czechosłowackiej serii 324.3, które w 1951 roku zostały wycofane z eksploatacji.